# لبه عشق
لبهٔ عشق (انگلیسی: The Edge of Love) یک فیلم در سبک زندگی‌نامه‌ای، رمانتیک، و درام است که در سال ۲۰۰۸ منتشر شد.

## بازیگران
- کیرا نایتلی
- سیه‌نا میلر
- کیلین مورفی
- متیو ریس
- لیسا استنسفیلد
- کامیلا رادرفورد
- پل بروک
- ریچارد دیلن
- سایمون آرمسترانگ
- کارل جانسون
- اَلیستر مکنزی

## نقش ها
کیرا نایتلی در نقش ویرا، خودش تمام آوازهای فیلم را خوانده است. او با مربی آواز، کری آندروود کار کرده بود تا خودش را برای خواندن در این فیلم آماده کند.

## واقعیت
فیلمنامه نویس این فیلم، مادر کیرا نایتلی می باشد. همچنین تهیه کننده فیلم، ربکا گیلبرستون، نوه واقعی کیلین مورفی و کیرا نایتلی است که در این فیلم بازی کرده اند.(اشاره به داستان واقعی فیلم)